# Германштадт (футбольный клуб)
«Германшта́дт» (рум. Asociația Fotbal Club Hermannstadt) — румынский футбольный клуб из города Сибиу. Основан в 2015 году. Выступает в Лиге I, высшем дивизионе чемпионата Румынии по футболу.

## История

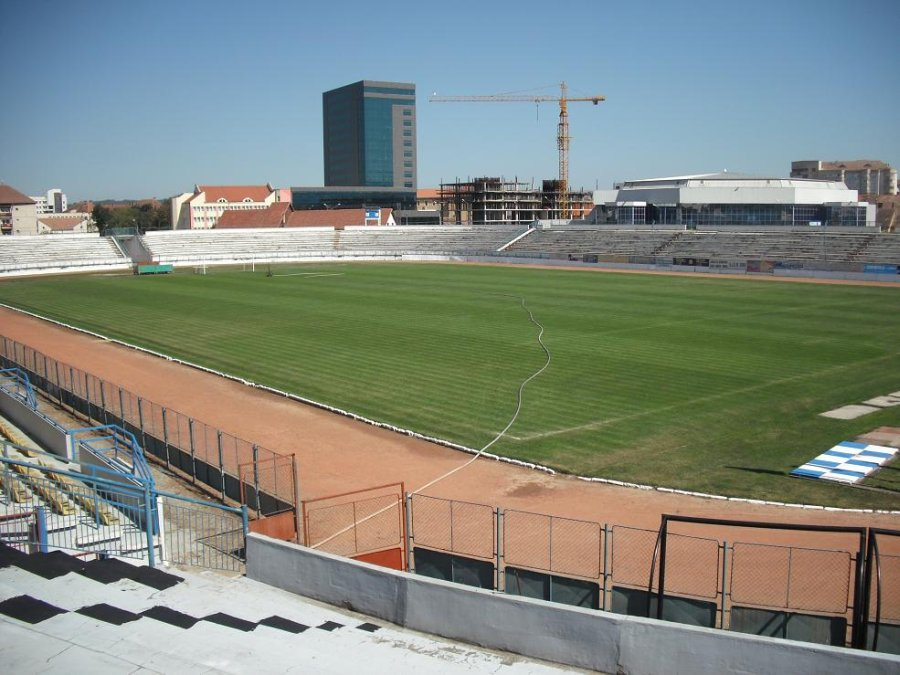
Муниципальный стадион (Сибиу)

### Основание и выход в Лигу I (с 2015 года)
Футбольный клуб «Германштадт» был основан в 2015 году для продолжения давней футбольной традиции в Сибиу, начатой в 1913 году командой «Соими Сибиу», и продолжившейся другими командами: «Общество гимнастики Сибиу», «Интер Сибиу», «Сибиу» и «Воинца Сибиу». Даже если «Германштадт» официально не является преемником какого-либо из этих клубов, в настоящее время он является единственным представителем Сибиу в первых трёх лигах.
Сразу после основания в 2015 году «Германштадт» был зачислен в Лигу IV. Он финишировал на первом месте в таблице и впоследствии вышел в плей-офф за место в Лиге III. Клуб выиграл плей-офф без серьёзных трудностей, обыграв 6:1 по сумме двух матчей чемпиона жудеца Горж «Гилортул Тыргу Кэрбунешти». В следующем сезоне «Германштадт» выиграл Серию V в Лиге III и вышел в Лигу II.
5 августа 2017 года «Германштадт» сыграл свой первый матч в Лиге II, одержав домашнюю победу 3:0 над «Балотешти». По итогам сезона 2017/18 «Германштадт» занял 2-е место в Лиге II и после трёх лет существования впервые в истории вышел в Лигу I. Клуб также проделал очень серьёзную работу в кубке Румынии, став первой командой за 36 лет, которая вышла в финал, несмотря на то, что не играла в высшей лиге. По пути к финалу «Германштадт» обыграл 4 команды Лиги I: «Волунтари», «Ювентус Бухарест», «Стяуа» и «Газ Метан». В финале 27 мая 2018 года «Германштадт» проиграл «Университате Крайове» 0:2.
21 июля 2018 года «Германштадт» выиграл свой дебютный матч в Лиге I у команды «Сепси» 1:0, гол забил Стефан Блэнару. Матч состоялся в Тыргу-Муреше из-за того, что стадион в Сибиу не был готов вовремя.
2 июня 2019 года «Германштадт» принимал на своём поле «Дунэрю Кэлэраши». На 77-й минуте матча «Дунэря» забила гол и вышла вперёд, на 85-й хозяева сравняли счёт. На 96-й минуте Иван Лендрич забил победный гол и принёс «Германштадту» волевую победу 2:1 и тем самым спас от вылета.
3 июня 2020 года стало официально известно о том, что клуб на фоне серьёзных проблем с финансированием был полностью приобретён 47-летней бывшей румынской фотомоделью и лицензированным футбольным агентом Анамарией Продан. При этом все функции владельца команды перешли к её дочери Ребекке Думитреску, в то время как Продан займётся инвестированием в коллектив, заняв пост президента.

## Достижения
Лига II
- Серебряный призёр (2): 2017/18, 2021/22

Лига III
- Победитель (1): 2016/17

Лига IV – Жудец Сибиу
- Победитель (1): 2015/16

Кубок Румынии
- Финалист (1): 2017/18

## Статистика выступлений в чемпионатах Румынии
| Сезон   | Ранг | Турнир             | Место | И  | В  | Н  | П  | ГЗ | ГП | Очки    |
| ------- | ---- | ------------------ | ----- | -- | -- | -- | -- | -- | -- | ------- |
| 2015/16 | 4    | Лига IV (Сибиу)    | 1     | 22 | 22 | 0  | 0  | 99 | 12 | 66      |
| 2016/17 | 3    | Лига III (Серия V) | 1     | 28 | 21 | 4  | 3  | 64 | 23 | 67      |
| 2017/18 | 2    | Лига II            | 2     | 38 | 27 | 10 | 1  | 66 | 13 | 91      |
| 2018/19 | 1    | Лига I             | 12    | 26 | 9  | 5  | 12 | 25 | 28 | 32      |
| 2018/19 | 1    | Лига I             | 12    | 14 | 2  | 5  | 7  | 9  | 19 | 27      |
| 2019/20 | 1    | Лига I             | 8     | 26 | 5  | 10 | 11 | 26 | 44 | 25      |
| 2019/20 | 1    | Лига I             | 8     | 12 | 6  | 4  | 2  | 18 | 14 | 35      |
| 2020/21 | 1    | Лига I             | 14    | 30 | 5  | 11 | 14 | 28 | 40 | 26      |
| 2020/21 | 1    | Лига I             | 14    | 9  | 4  | 1  | 4  | 6  | 9  | 26      |
| 2021/22 | 2    | Лига II            | 2     | 19 | 12 | 5  | 2  | 41 | 15 | 41      |
| 2021/22 | 2    | Лига II            | 2     | 10 | 5  | 5  | 0  | 14 | 5  | 61      |
| 2022/23 | 1    | Лига I             | 12    | 30 | 11 | 8  | 11 | 30 | 29 | 32 (-9) |
| 2022/23 | 1    | Лига I             | 12    | 9  | 4  | 3  | 2  | 10 | 7  | 31      |